# Campeonato Cearense de Futebol de 2020
O Campeonato Cearense de Futebol de 2020 (Cearense Ypioca 2020, por motivos de patrocínio) foi a 106ª edição da principal divisão do futebol Cearense. Realizado e organizado pela Federação Cearense de Futebol e disputado por 10 clubes, estava inicialmente previsto para ocorrer entre os janeiro e abril de 2020, quando foi suspenso por tempo indeterminado devido à pandemia de COVID-19. Em julho, quatro meses após a paralisação, o governador do Estado do Ceará, Camilo Santana anunciou a liberação para a retomada do estadual para o dia 13 de julho, ocorrendo com portões fechados e sendo realizados os jogos exclusivamente na cidade de Fortaleza e Região Metropolitana.

## Regulamento
O Campeonato será disputado em quatro fases: Primeira Fase, Segunda Fase, Semifinal e Final. 
Na Primeira Fase, todos os clubes participantes, exceto Ceará e Fortaleza, jogarão entre si em partidas de ida, totalizando sete jogos para cada clube. Ao final, os seis primeiros estarão classificados para a Segunda Fase. Em contrapartida, os clubes colocados em 7º e 8º lugares descenderão para a Série B de 2021. Em caso de empate em pontos ganhos entre dois ou mais clubes ao final da Primeira Fase, o desempate, para efeito de classificação, será efetuado observando-se os critérios abaixo: 
1. Maior número de vitórias;
2. Maior saldo de gols;
3. Maior número de gols pró;
4. Confronto direto (entre dois clubes somente);
5. Sorteio.

Na Segunda Fase, os seis clubes classificados na Primeira Fase, além de Ceará e Fortaleza, jogarão entre si em partidas de ida, totalizando sete jogos para cada clube. Ao final, os quatro primeiros estarão classificados para a Semifinal. Em caso de empate em pontos ganhos entre dois ou mais clubes ao final da Segunda Fase, o desempate, para efeito de classificação, será efetuado observando-se os critérios abaixo, considerando apenas as partidas disputadas na Segunda Fase:
1. Maior número de vitórias;
2. Maior saldo de gols;
3. Maior número de gols pró;
4. Confronto direto (entre dois clubes somente);
5. Sorteio.

Na Semifinal, os quatro clubes qualificados jogarão em partida única, com mando de campo para o clube com melhor classificação na Segunda Fase nos seguintes confrontos:
- Semi 1: 1° Colocado da Segunda Fase x 4° Colocado da Segunda Fase
- Semi 2: 2° Colocado da Segunda Fase x 3° Colocado da Segunda Fase

Em caso de empate ao final do tempo normal, haverá prorrogação. Caso o empate prevaleça ao final do tempo extra, os clubes melhores classificados na Segunda Fase, estarão qualificados para a Fase Final.
Na Final, os clubes vencedores do confronto nas semifinais jogarão ida e volta, com mando de campo do segundo jogo para o clube de melhor campanha, considerados os seguintes critérios:
1. Maior quantidade de pontos ganhos somando a Segunda Fase e a Semifinal;
2. Maior número de vitórias somando a Segunda Fase e a Semifinal;
3. Maior saldo de gols somando a Segunda Fase e a Semifinal;
4. Maior número de gols marcados somando a Segunda Fase e a Semifinal;
5. Melhor classificação na Segunda Fase.

Em caso de empate em pontos ganhos e em saldo de gols entre os dois clubes ao final da segunda partida, o campeão será a equipe de melhor campanha, segundo os mesmos critérios para definição do mando de campo da final.
Ao clube vencedor da Fase Final, será atribuído o título de Campeão Cearense da Série A 2020. A equipe de melhor campanha que não seja sediada em Fortaleza conquistará o título de Campeã do Interior 2020 e receberá a Taça Padre Cícero. As vagas em competições nacionais e regionais serão distribuídas conforme os seguintes critérios:
- Copa do Brasil 2021 (2 vagas): Campeão e equipe melhor colocada na Primeira Fase.
- Série D 2021 (2 vagas): duas equipes mais bem posicionadas na Classificação Geral, excluindo Ceará, Fortaleza e Ferroviário.
- Copa do Nordeste 2021 (1 vaga): Campeão.

## Equipes participantes

### Promovidos e rebaixados
| Pos. | Rebaixados da Primeira Divisão de 2019 |
| ---- | -------------------------------------- |
| 9º   | Iguatu                                 |
| 10º  | Guarani de Juazeiro                    |

| Pos. | Promovido da Segunda Divisão de 2019 |
| ---- | ------------------------------------ |
| 1º   | Caucaia                              |
| 2º   | Pacajus                              |

### Informações das equipes
| Aumento | Equipe promovida da Segunda Divisão de 2019 |

## Primeira Fase
| Classificação | Classificação     | Classificação | Classificação | Classificação | Classificação | Classificação | Classificação | Classificação | Classificação | Classificação | Classificação |
| Pos           | Times             | Pts           | J             | V             | E             | D             | GP            | GC            | SG            | %             |               |
| ------------- | ----------------- | ------------- | ------------- | ------------- | ------------- | ------------- | ------------- | ------------- | ------------- | ------------- | ------------- |
| 1             | Guarany de Sobral | 15            | 7             | 4             | 3             | 0             | 9             | 3             | +6            | 71            |               |
| 2             | Barbalha          | 14            | 7             | 4             | 2             | 1             | 11            | 3             | +8            | 67            |               |
| 3             | Ferroviário       | 12            | 7             | 3             | 3             | 1             | 6             | 4             | +2            | 57            |               |
| 4             | Caucaia           | 8             | 7             | 1             | 5             | 1             | 9             | 8             | +1            | 38            |               |
| 5             | Atlético Cearense | 8             | 7             | 2             | 2             | 3             | 8             | 9             | –1            | 38            |               |
| 6             | Pacajus           | 7             | 7             | 1             | 4             | 2             | 4             | 6             | –2            | 33            |               |
| 7             | Floresta          | 6             | 7             | 1             | 3             | 3             | 9             | 14            | –5            | 29            |               |
| 8             | Horizonte         | 2             | 7             | 0             | 2             | 5             | 3             | 12            | –9            | 10            |               |

|  |                                                                  |
|  | Classificado para a Segunda Fase e para a Copa do Brasil de 2021 |
|  | Classificados para a Segunda Fase                                |
|  | Rebaixados para a Série B de 2021                                |

| Resultados        | Resultados | Resultados | Resultados | Resultados | Resultados | Resultados | Resultados | Resultados |
|                   | ATC        | BAR        | CAU        | FER        | FLO        | GSO        | HOR        | PAC        |
| ----------------- | ---------- | ---------- | ---------- | ---------- | ---------- | ---------- | ---------- | ---------- |
| Atlético Cearense | —          |            | 2–1        |            | 1–1        | 1–2        | 1–0        |            |
| Barbalha          | 2–1        | —          |            |            | 5–0        | 0–0        | 2–0        |            |
| Caucaia           |            | 1–1        | —          | 1–1        |            |            |            | 0–0        |
| Ferroviário       | 1–1        | 1–0        |            | —          | 1–0        |            | 2–0        |            |
| Floresta          |            |            | 2–4        |            | —          | 1–1        |            | 1–1        |
| Guarany de Sobral |            |            | 1–1        | 2–0        |            | —          |            | 2–0        |
| Horizonte         |            |            | 1–1        |            | 1–4        | 0–1        | —          |            |
| Pacajus           | 2–1        | 0–1        |            | 0–0        |            |            | 1–1        | —          |

|  |                      |
|  | Vitória do Mandante  |
|  | Empate               |
|  | Vitória do Visitante |

| Classificação | Classificação     | Classificação | Classificação | Classificação | Classificação | Classificação | Classificação | Classificação | Classificação | Classificação | Classificação |
| Pos           | Times             | Pts           | J             | V             | E             | D             | GP            | GC            | SG            | %             |               |
| ------------- | ----------------- | ------------- | ------------- | ------------- | ------------- | ------------- | ------------- | ------------- | ------------- | ------------- | ------------- |
| 1             | Guarany de Sobral | 15            | 7             | 4             | 3             | 0             | 9             | 3             | +6            | 71            |               |
| 2             | Barbalha          | 14            | 7             | 4             | 2             | 1             | 11            | 3             | +8            | 67            |               |
| 3             | Ferroviário       | 12            | 7             | 3             | 3             | 1             | 6             | 4             | +2            | 57            |               |
| 4             | Caucaia           | 8             | 7             | 1             | 5             | 1             | 9             | 8             | +1            | 38            |               |
| 5             | Atlético Cearense | 8             | 7             | 2             | 2             | 3             | 8             | 9             | –1            | 38            |               |
| 6             | Pacajus           | 7             | 7             | 1             | 4             | 2             | 4             | 6             | –2            | 33            |               |
| 7             | Floresta          | 6             | 7             | 1             | 3             | 3             | 9             | 14            | –5            | 29            |               |
| 8             | Horizonte         | 2             | 7             | 0             | 2             | 5             | 3             | 12            | –9            | 10            |               |

|  |                                                                  |
|  | Classificado para a Segunda Fase e para a Copa do Brasil de 2021 |
|  | Classificados para a Segunda Fase                                |
|  | Rebaixados para a Série B de 2021                                |

| Resultados        | Resultados | Resultados | Resultados | Resultados | Resultados | Resultados | Resultados | Resultados |
|                   | ATC        | BAR        | CAU        | FER        | FLO        | GSO        | HOR        | PAC        |
| ----------------- | ---------- | ---------- | ---------- | ---------- | ---------- | ---------- | ---------- | ---------- |
| Atlético Cearense | —          |            | 2–1        |            | 1–1        | 1–2        | 1–0        |            |
| Barbalha          | 2–1        | —          |            |            | 5–0        | 0–0        | 2–0        |            |
| Caucaia           |            | 1–1        | —          | 1–1        |            |            |            | 0–0        |
| Ferroviário       | 1–1        | 1–0        |            | —          | 1–0        |            | 2–0        |            |
| Floresta          |            |            | 2–4        |            | —          | 1–1        |            | 1–1        |
| Guarany de Sobral |            |            | 1–1        | 2–0        |            | —          |            | 2–0        |
| Horizonte         |            |            | 1–1        |            | 1–4        | 0–1        | —          |            |
| Pacajus           | 2–1        | 0–1        |            | 0–0        |            |            | 1–1        | —          |

|  |                      |
|  | Vitória do Mandante  |
|  | Empate               |
|  | Vitória do Visitante |

### Desempenho por Rodada
Clubes que lideraram ao final de cada rodada:
| 1   | 2   | 3   | 4   | 5   | 6   | 7   |
| BAR | BAR | BAR | BAR | GSO | BAR | GSO |

Clubes que ficaram na última posição ao final de cada rodada:
| 1   | 2   | 3   | 4   | 5   | 6   | 7   |
| FLO | FLO | HOR | FLO | HOR | HOR | HOR |

## Segunda fase
| Classificação | Classificação     | Classificação | Classificação | Classificação | Classificação | Classificação | Classificação | Classificação | Classificação | Classificação | Classificação |
| Pos           | Times             | Pts           | J             | V             | E             | D             | GP            | GC            | SG            | %             |               |
| ------------- | ----------------- | ------------- | ------------- | ------------- | ------------- | ------------- | ------------- | ------------- | ------------- | ------------- | ------------- |
| 1             | Fortaleza         | 18            | 7             | 6             | 0             | 1             | 20            | 4             | +14           | 86            |               |
| 2             | Ceará             | 14            | 7             | 4             | 2             | 1             | 10            | 3             | +7            | 67            |               |
| 3             | Ferroviário       | 14            | 7             | 4             | 2             | 1             | 7             | 5             | +2            | 67            |               |
| 4             | Guarany de Sobral | 13            | 7             | 4             | 1             | 2             | 7             | 7             | 0             | 67            |               |
| 5             | Atlético Cearense | 10            | 7             | 3             | 1             | 3             | 13            | 12            | +2            | 47            |               |
| 6             | Caucaia           | 4             | 7             | 1             | 1             | 5             | 4             | 10            | –6            | 19            |               |
| 7             | Pacajus           | 4             | 7             | 1             | 1             | 5             | 7             | 14            | –7            | 19            |               |
| 8             | Barbalha          | 3             | 7             | 1             | 0             | 6             | 6             | 19            | –13           | 14            |               |

|  |                                |
|  | Classificados para a Semifinal |

| Resultados        | Resultados | Resultados | Resultados | Resultados | Resultados | Resultados | Resultados | Resultados |
|                   | ATC        | BAR        | CAU        | CEA        | FER        | FOR        | GSO        | PAC        |
| ----------------- | ---------- | ---------- | ---------- | ---------- | ---------- | ---------- | ---------- | ---------- |
| Atlético Cearense | —          | 3–0        |            | 0–1        |            |            |            | 2–2        |
| Barbalha          |            | —          | 2–1        | 0–5        | 0–1        |            | 0–2        |            |
| Caucaia           | 0–3        |            | —          |            |            | 0–1        | 0–1        |            |
| Ceará             |            |            | 1–0        | —          | 1–1        | 1–2        | 0–0        |            |
| Ferroviário       | 2–4        |            | 0–0        |            | —          | 1–0        | 1–0        |            |
| Fortaleza         | 5–0        | 4–2        |            |            |            | —          |            | 3–0        |
| Guarany de Sobral | 2–1        |            |            |            |            | 0–5        | —          | 2–0        |
| Pacajus           |            | 3–2        | 2–3        | 0–1        | 0–1        |            |            | —          |

|  |                      |
|  | Vitória do Mandante  |
|  | Empate               |
|  | Vitória do Visitante |

| Classificação | Classificação     | Classificação | Classificação | Classificação | Classificação | Classificação | Classificação | Classificação | Classificação | Classificação | Classificação |
| Pos           | Times             | Pts           | J             | V             | E             | D             | GP            | GC            | SG            | %             |               |
| ------------- | ----------------- | ------------- | ------------- | ------------- | ------------- | ------------- | ------------- | ------------- | ------------- | ------------- | ------------- |
| 1             | Fortaleza         | 18            | 7             | 6             | 0             | 1             | 20            | 4             | +14           | 86            |               |
| 2             | Ceará             | 14            | 7             | 4             | 2             | 1             | 10            | 3             | +7            | 67            |               |
| 3             | Ferroviário       | 14            | 7             | 4             | 2             | 1             | 7             | 5             | +2            | 67            |               |
| 4             | Guarany de Sobral | 13            | 7             | 4             | 1             | 2             | 7             | 7             | 0             | 67            |               |
| 5             | Atlético Cearense | 10            | 7             | 3             | 1             | 3             | 13            | 12            | +2            | 47            |               |
| 6             | Caucaia           | 4             | 7             | 1             | 1             | 5             | 4             | 10            | –6            | 19            |               |
| 7             | Pacajus           | 4             | 7             | 1             | 1             | 5             | 7             | 14            | –7            | 19            |               |
| 8             | Barbalha          | 3             | 7             | 1             | 0             | 6             | 6             | 19            | –13           | 14            |               |

|  |                                |
|  | Classificados para a Semifinal |

| Resultados        | Resultados | Resultados | Resultados | Resultados | Resultados | Resultados | Resultados | Resultados |
|                   | ATC        | BAR        | CAU        | CEA        | FER        | FOR        | GSO        | PAC        |
| ----------------- | ---------- | ---------- | ---------- | ---------- | ---------- | ---------- | ---------- | ---------- |
| Atlético Cearense | —          | 3–0        |            | 0–1        |            |            |            | 2–2        |
| Barbalha          |            | —          | 2–1        | 0–5        | 0–1        |            | 0–2        |            |
| Caucaia           | 0–3        |            | —          |            |            | 0–1        | 0–1        |            |
| Ceará             |            |            | 1–0        | —          | 1–1        | 1–2        | 0–0        |            |
| Ferroviário       | 2–4        |            | 0–0        |            | —          | 1–0        | 1–0        |            |
| Fortaleza         | 5–0        | 4–2        |            |            |            | —          |            | 3–0        |
| Guarany de Sobral | 2–1        |            |            |            |            | 0–5        | —          | 2–0        |
| Pacajus           |            | 3–2        | 2–3        | 0–1        | 0–1        |            |            | —          |

|  |                      |
|  | Vitória do Mandante  |
|  | Empate               |
|  | Vitória do Visitante |

### Desempenho por Rodada
Clubes que lideraram ao final de cada rodada:
| Rodadas | Rodadas | Rodadas | Rodadas | Rodadas | Rodadas | Rodadas |
| ------- | ------- | ------- | ------- | ------- | ------- | ------- |
| 1       | 2       | 3       | 4       | 5       | 6       | 7       |
| PAC     | FOR     | FOR     | CEA     | FOR     | FOR     | FOR     |

Clubes que ficaram na última posição ao final de cada rodada:
| Rodadas | Rodadas | Rodadas | Rodadas | Rodadas | Rodadas | Rodadas |
| ------- | ------- | ------- | ------- | ------- | ------- | ------- |
| 1       | 2       | 3       | 4       | 5       | 6       | 7       |
| CAU     | ATL     | CAU     | CAU     | PAC     | BAR     | BAR     |

## Fase final
Em itálico, os times que possuem vantagem do empate na prorrogação e em negrito os times classificados.
|  | Semifinais 18 e 19 de julho | Semifinais 18 e 19 de julho |   |           | Final 30 de setembro e 21 de outubro | Final 30 de setembro e 21 de outubro | Final 30 de setembro e 21 de outubro | Final 30 de setembro e 21 de outubro |
|  |                             |                             |   |           |                                      |                                      |                                      |                                      |
|  | Fortaleza                   | 1                           |   |           |                                      |                                      |                                      |                                      |
|  | Guarany de Sobral           | 0                           |   |           |                                      |                                      |                                      |                                      |
|  | Guarany de Sobral           | 0                           |   | Fortaleza | 2                                    | 1                                    | 3                                    |                                      |
|  |                             |                             |   | Fortaleza | 2                                    | 1                                    | 3                                    |                                      |
|  |                             | Ceará                       | 1 | 0         | 1                                    |                                      |                                      |                                      |
|  | Ceará                       | Ceará                       | 1 | 0         | 1                                    | 1                                    |                                      |                                      |
|  | Ceará                       |                             |   |           |                                      | 1                                    |                                      |                                      |
|  | Ferroviário                 | 0                           |   |           |                                      |                                      |                                      |                                      |

### Final
| Equipe 1  | Total | Equipe 2 | 1.º jogo | 2.º jogo |
| --------- | ----- | -------- | -------- | -------- |
| Fortaleza | 3 – 1 | Ceará    | 2–1      | 1–0      |

#### Jogos de Ida
| 30 de setembro | Ceará              | 1 – 2  | Fortaleza                    | Arena Castelão, Fortaleza                                          |
| 21:30          | Rafael Sóbis 45+5' | Súmula | 35' Bruno Melo · 90+1' Tinga | Público: 0 (Portões fechados) Árbitro: RJ Marcelo de Lima Henrique |

| Ceará | Fortaleza |

#### Jogos de Volta
| 21 de outubro | Fortaleza | 1 – 0  | Ceará | Arena Castelão, Fortaleza                               |
| 21:30         | Tinga 60' | Súmula |       | Público: 0 (Portões fechados) Árbitro: SP Raphael Claus |

| Fortaleza | Ceará |

## Premiação

### Campeão
| Campeão Cearense 2020             |
| Fortaleza                         |
| --------------------------------- |
| Fortaleza Bicampeão (43.º título) |

### Campeão do Interior
| Taça Padre Cícero 2020                |
| Sobral                                |
| ------------------------------------- |
| Guarany de Sobral Campeão (3º título) |

## Artilharia
Atualizado em 13 de julho
| Gols | Jogador      | Time              |
| ---- | ------------ | ----------------- |
| 8    | Wandson      | Atlético Cearense |
| 7    | Cléber       | Barbalha          |
| 6    | Ciel         | Guarany de Sobral |
| 5    | Vitor Jacaré | Ferroviário       |
| 4    | Esquerdinha  | Guarany de Sobral |
| 4    | Édson Cariús | Fortaleza         |

## Público

### Média
As médias de público são calculadas manualmente, levando-se em conta o relatório oficial emitido pela FCF, disponíveis no site oficial.

Atualizado em 6 de fevereiro
| Pos. | Time              | Média  | Total  | Mandos | Maior  | Menor  | Arrecadação   | Ticket Médio |
| ---- | ----------------- | ------ | ------ | ------ | ------ | ------ | ------------- | ------------ |
| 1    | Fortaleza         | 10 969 | 10 969 | 1      | 10 969 | 10 969 | R$ 40 700,00  | R$ 3,71      |
| 2    | Ceará             | 9 318  | 9 318  | 1      | 9 318  | 9 318  | R$ 76 963,00  | R$ 8,25      |
| 3    | Caucaia           | 2 001  | 8 002  | 4      | 6 558  | 373    | R$ 119 950,00 | R$ 14,99     |
| 4    | Guarany de Sobral | 1 443  | 5 772  | 4      | 1 720  | 1 190  | R$ 75 065,00  | R$ 13,01     |
| 5    | Barbalha          | 779    | 3 893  | 5      | 1 158  | 624    | R$ 22 349,00  | R$ 5,74      |
| 6    | Pacajus           | 664    | 3 985  | 6      | 1 513  | 394    | R$ 39 064,00  | R$ 9,80      |
| 7    | Ferroviário       | 661    | 3 307  | 5      | 1 047  | 209    | R$ 39 797,00  | R$ 12,03     |
| 8    | Horizonte         | 250    | 749    | 3      | 391    | 171    | R$ 5 341,00   | R$ 7,13      |
| 9    | Floresta          | 199    | 598    | 3      | 287    | 141    | R$ 3 660,00   | R$ 6,12      |
| 10   | Atlético Cearense | 181    | 723    | 4      | 269    | 99     | R$ 2 806,00   | R$ 3,88      |

## Técnicos
| Equipe            | Técnico |
| ----------------- | --- |
| Atlético Cearense | Raimundinho (1ª—)                                                                                             |
| Barbalha          | Paulo Schardong (1ª—7ª) (primeira fase)/(1ª—2ª) (segunda fase) João Severo (3ª—) (segunda fase)               |
| Caucaia           | Marcinho Guerreiro (1ª—7ª) (primeira fase)/(1ª—2ª) (segunda fase) Paulo Schardong (3ª—) (segunda fase)        |
| Ceará             | Argel Fucks (1ª—2ª) (segunda fase) Enderson Moreira (3ª—5ª) (segunda fase) Guto Ferreira (6ª—) (segunda fase) |
| Ferroviário       | Zé Teodoro (1ª—3ª) (primeira fase) Anderson Batatais (4ª—7ª) (primeira fase)/(1ª—) (segunda fase)             |
| Floresta          | Luan Carlos (1ª—7ª) (primeira fase)                                                                           |
| Fortaleza         | Rogério Ceni (1ª—) (segunda fase)                                                                             |
| Guarany de Sobral | Washington Luiz (1ª——7ª) (primeira fase)/(1ª—6ª) (segunda fase) Wallace Lemos                                 |
| Horizonte         | Roberto Carlos (1ª—7ª) (primeira fase)                                                                        |
| Pacajus           | Júnior Cearense (1ª—)                                                                                         |

### Mudança de Técnicos
| Clube             | Antecessor         | Motivo                   | Data            | Última partida                            | Rod | Pos                | Sucessor          | Ref.          |
| ----------------- | ------------------ | ------------------------ | --------------- | ----------------------------------------- | --- | ------------------ | ----------------- | ------------- |
| Ferroviário       | Zé Teodoro         | Demitido                 | 13 de janeiro   | Caucaia 1-1 Ferroviário                   | 3ª  | 5° (primeira fase) | Anderson Batatais | [ 4 ]         |
| Floresta          | Luan Carlos        | Demitido                 | 28 de janeiro   | Floresta 1-1 Guarany de Sobral            | 7ª  | 7° (primeira fase) |                   | [ 5 ]         |
| Caucaia           | Marcinho Guerreiro | Resignado                | 2 de fevereiro  | Barbalha 2-1 Caucaia                      | 2ª  | 8° (segunda fase)  | Luan Carlos       | [ 6 ] [ 7 ]   |
| Barbalha          | Paulo Schardong    | Demitido                 | 6 de fevereiro  | Barbalha 0-3 Operário-PR (Copa do Brasil) | 2ª  | 4° (segunda fase)  | João Severo       | [ 8 ] [ 9 ]   |
| Ceará             | Argel Fucks        | Demitido                 | 9 de fevereiro  | ABC 0-0 Ceará (Copa do Nordeste)          | 2ª  | 2° (segunda fase)  | Enderson Moreira  | [ 10 ] [ 11 ] |
| Caucaia           | Luan Carlos        | Resignado                | 13 de fevereiro | Caucaia 1-2 São José-RS (Copa do Brasil)  | 2ª  | 8° (segunda fase)  | Paulo Schardong   | [ 12 ] [ 13 ] |
| Ceará             | Enderson Moreira   | Contratado pelo Cruzeiro | 17 de março     | Ceará 2-1 Sport (Copa do Nordeste)        | 5ª  | 3° (segunda fase)  | Guto Ferreira     | [ 14 ] [ 15 ] |
| Guarany de Sobral | Washington Luiz    | Substituído              | 6 de julho      | Guarany de Sobral 0-5 Fortaleza           | 5ª  | 4° (segunda fase)  | Wallace Lemos     | [ 16 ] [ 17 ] |

## Classificação Geral
A classificação geral dá prioridade ao time que avançou mais fases, e ao campeão, ainda que tenham menor pontuação. Segundo o art. 20 do Regulamento, as partidas da Primeira Fase são desconsideradas para definir a classificação geral, exceto no caso das equipes rebaixadas.

## Premiação (Troféu Verdes Mares)
- Craque do Campeonato: Tinga (Fortaleza)

- Craque da Galera: Tinga (Fortaleza)

- Seleção do campeonato:
  - Goleiro: Felipe Alves (Fortaleza)
  - Zagueiros: Paulão (Fortaleza) e Luiz Otávio (Ceará)
  - Laterais: Tinga (Fortaleza) e Bruno Pacheco (Ceará)
  - Volantes:  Charles (Ceará) e Felipe (Fortaleza)
  - Meio-campistas: Vina (Ceará) e Wellington Rato (Ferroviário)
  - Atacantes: Cléber (Barbalha) e Wandson (Atlético Cearense)

- Artilheiro: Wandson (Atlético Cearense)

- Goleiro menos vazado: Felipe Alves (Fortaleza)

- Melhor técnico: Rogério Ceni (Fortaleza)

- Melhor árbitro: César Magalhães

- Melhor assistente (árbitro): Ana Carolina Souza

- Revelação: Cléber (Barbalha)

- Homenageado - (Troféu Pedro Basílio): Acássio